# Santiago (Paraguai)
Santiago é uma cidade do Paraguai, Departamento Misiones. Possui uma população de 7.702 habitantes. Sua economia é baseada na pecuária.

## Transporte
O município de Santiago é servido pelas seguintes rodovias:
- Caminho em pavimento ligando a cidade ao município de Ayolas
- Ruta 01, que liga a cidade de Assunção ao município de Encarnación (Departamento de Itapúa).[1][2][3]